# Giải bóng đá thiếu niên toàn quốc 2020
Giải bóng đá U13 quốc gia (Với tên gọi chính thức: Giải bóng đá vô địch U13 Quốc gia) là giải bóng đá quốc gia hàng năm cho lứa tuổi dưới 13 do Liên đoàn bóng đá Việt Nam tổ chức. Từ năm 2007 trở về trước và hết 2008 trở về sau, giải dành cho các cầu thủ từ 13 tuổi trở xuống. Đây là lần thứ 25 của Giải bóng đá thiếu niên toàn quốc. Giải đấu này diễn ra theo hai giai đoạn, vòng loại sẽ khởi tranh từ ngày 11/7/2020 và kết thúc vào ngày 26/7/2020. Vòng chung kết diễn ra từ 1/8 đến ngày 15/8/2020 tại Thành phố Vinh, tỉnh Nghệ An. Nhà tài trợ cho giải đấu này là Yamaha, do đó tên gọi giải đấu là Giải bóng đá thiếu niên toàn quốc Yamaha Cup 2020.

## Các đội bóng tham gia

### Vòng loại
Vòng loại của Giải được chia thành 04 khu vực.

#### Bảng I: Phú Thọ

##### Các đội bóng
Gồm có 9 câu lạc bộ: 
- U13 Phú Thọ
- U13 Than Quảng Ninh
- U13 Yên Bái
- U13 Hà Nội
- U13 Viettel
- U13 Vietfootball Academy
- U13 Hải Dương
- U13 PVF
- U13 Nam Định

##### Thời gian
Từ 13/7 - 21/7/2020

##### Địa điểm thi đấu
Sân vận động Việt Trì, Thành phố Việt Trì, Phú Thọ

#### Bảng II: Đà Nẵng

##### Các đội bóng
Gồm có 9 câu lạc bộ:
- U13 Phố Hiến
- U13 Thanh Hoá
- U13 Sông Lam Nghệ An
- U13 T&T VS
- U13 Huế
- U13 SHB Đà Nẵng
- U13 Quảng Nam
- U13 Quảng Ngãi
- U13 Bình Định

##### Thời gian
Từ ngày 16/7-26/7/2020

##### Địa điểm thi đấu
Sân vận động Hoà Xuân, Đà Nẵng

#### Bảng III: Ninh Thuận

##### Các đội bóng
Gồm có 9 câu lạc bộ:
- U13 Khánh Hoà
- U13 Dream Football Ninh Thuận
- U13 Kon Tum
- U13 Hoàng Anh Gia Lai
- U13 Phú Yên
- U13 Đắk Lắk
- U13 Bình Phước
- U13 Bình Dương
- U13 Tây Ninh

##### Thời gian
Từ ngày 18/7-26/7/2020

##### Địa điểm thi đấu
Sân vận động Ninh Thuận

#### Bảng IV: TPHCM

##### Các đội bóng
Gồm có 8 câu lạc bộ:
- U13 Bà Rịa - Vũng Tàu
- U13 Juventus Việt Nam
- U13 Sài Gòn
- U13 Navy Phú Nhuận
- U13 Ngọc Hùng
- U13 Long An
- U13 Đồng Tháp
- U13 Cần Thơ

##### Thời gian
Từ 13/7-23/7/2020

##### Địa điểm thi đấu
Sân vận động Thống Nhất, TP.HCM